# Тильтепек (река)
Тильтепек (исп.  Río Tiltepec ) — река в Мексике в муниципалитете Тонала штата Чьяпас. Площадь водосборного бассейна реки, по разным данным, 243,23 км2 или 383,3 км²
Тильтепек начинается в высокогорьях Сьерра-Мадре-де-Чьяпас на высоте 1958 м над уровнем моря. На севере река граничит с бассейном реки Лагартеро в муниципалитете Арриага, на юго-востоке — с бассейном реки Санатенко в муниципалитете Тонала, а на северо-востоке — с водоразделом бассейна Грихальва-Усумасинта. Бассейн реки Тильтепек относится к гидрологическому региону № 23 и и находится на территории муниципалитетов Тонала (60 %), Арриага (35 %) и Вильяфлорес (5 %). Большая часть бассейна занята горами, меньшая - приморскими равнинами. Преобладающие почвы - гранитные скалы и аллювиальные отложения. Впадает  река в лагуну Мар-Муэрто.

## Климат и температура
Климатические типы соответствуют группе тёплых и полутёплых климатов, в основном тёплый субгумидный климат A(w1) с летними дождями, соответствует самому сухому из субгумидных климатов и охватывает 70 % территории бассейна. Тёплый субгумидный климат A(w2) с летними дождями соответствует самому влажному из субгумидных климатов и охватывает 20 % территории бассейна. Также сообщается о полутёплом субгумидном климате (A) C(w2) группы C.